# Daniel Niclasen
Daniel Niclasen (født 13. oktober 1840 i Sørvágur, død 21. marts 1900), kaldet Ríki Dánjal ("Rige Daniel"), var en færøsk købmand og politiker. Han sad i Lagtinget fra 1891 til sin død i 1900, indvalgt fra Vágar. Niclasen var gift med Sigga Maria Rasmussen fra Miðvágur, som han fik sønnerne Rasmus Niclasen og Niclas Niclasen med.